# Aeropuerto Internacional de Manzanillo
El Aeropuerto Internacional Playa de Oro  o Aeropuerto Internacional de Manzanillo-Costalegre (Código IATA: ZLO - Código OACI: MMZO - Código DGAC: ZLO),  fue construido al norte del municipio de Manzanillo, Colima, México cerca de los límites con el estado de Jalisco.

## Información

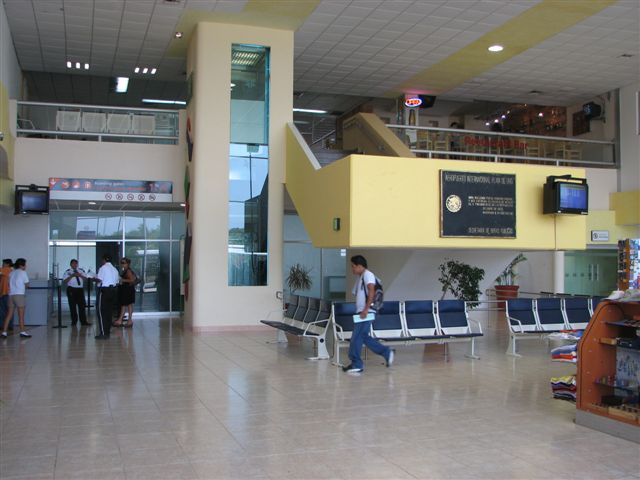
Interior del aeropuerto.

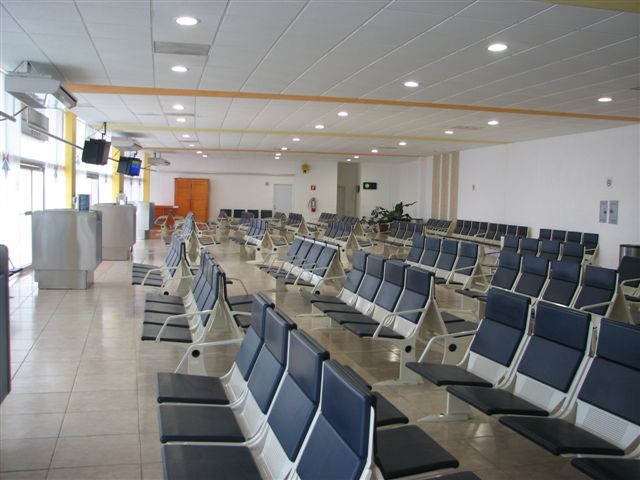
Sala de última espera.

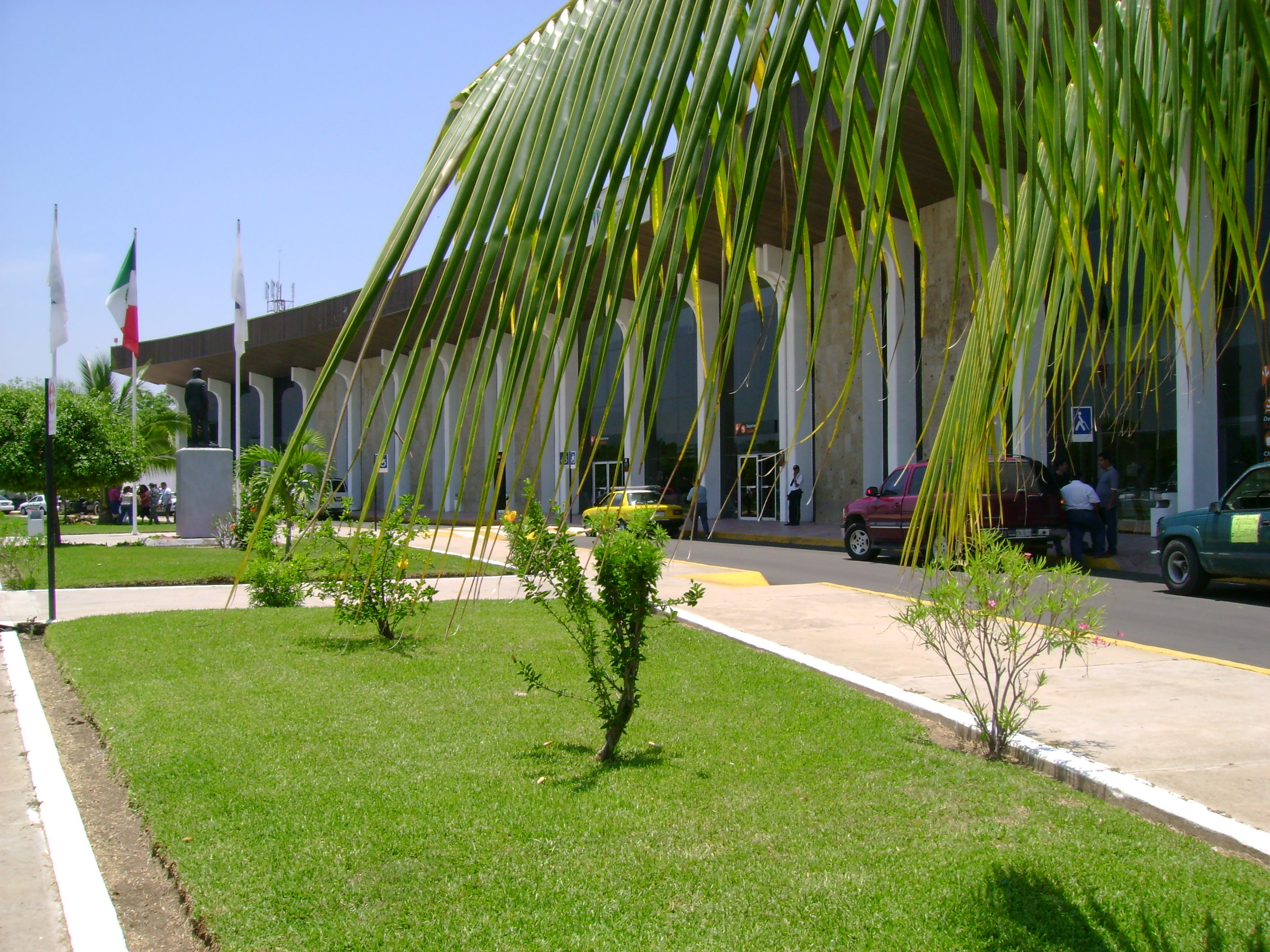
Fachada del aeropuerto.

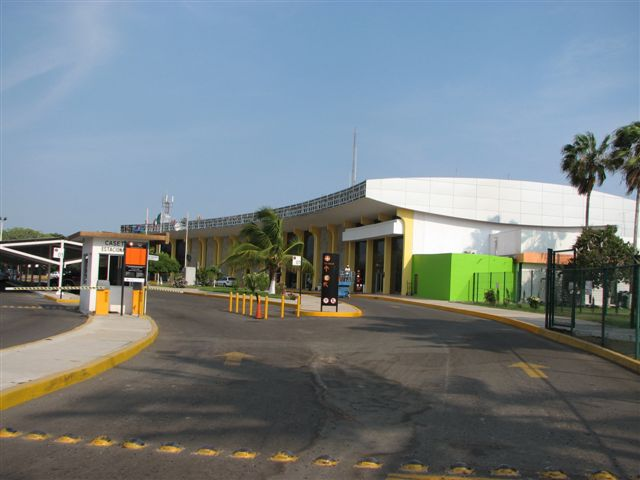
Lado tierra del aeropuerto.

Este aeropuerto a lo largo de su historia ha tenido varias remodelaciones debido a su cada vez mayor número de pasajeros.
Para el 2021, Manzanillo recibió a 133,300 pasajeros, mientras que para 2022 recibió a 165,800 pasajeros, según datos publicados por el Grupo Aeroportuario del Pacífico.
El aeropuerto tiene una superficie en el edificio terminal de 4,700 metros cuadrados que puede albergar a 470 pasajeros por hora con 17 mostradores de documentación para las diferentes aerolíneas y cuenta con una sala de última espera.
El aeropuerto fue nombrado por la Playa de Oro, extensa playa de fina arena color dorada y suave pendiente con oleaje moderado en el municipio de Manzanillo.

## Aerolíneas y destinos

### Pasajeros
| Aerolíneas         | Destinos                                          |
| ------------------ | ------------------------------------------------- |
| Aeroméxico         | Ciudad de México, Los Ángeles                     |
| Aeroméxico Connect | Atlanta, Ciudad de México                         |
| Alaska Airlines    | Los Ángeles                                       |
| American Eagle     | Estacional: Dallas/Fort Worth, Phoenix–Sky Harbor |
| Magnicharters      | Estacional: Ciudad de México                      |
| Sunwing Airlines   | Estacional: Montreal-Trudeau, Toronto-Pearson     |
| United Express     | Houston-Intercontinental Estacional: Los Ángeles  |
| WestJet            | Estacional: Calgary                               |

### Destinos nacionales
Se brinda servicio a 1 ciudad dentro del país a cargo de 2 aerolíneas. El destino de Aeroméxico también es operado por Aeroméxico Connect.
| Ciudad de México (MEX) | • | • |   | 2 |
| Total                  | 1 | 1 | 0 | 2 |

### Destinos internacionales
Se ofrece servicio a 8 destinos internacionales a cargo de 7 aerolíneas.
| Estados Unidos (5 destinos [2 estacionales], 4 aerolíneas) |                                                 |                                                            |
| Atlanta (Georgia)                                          | Aeropuerto Internacional Hartsfield-Jackson     | Aeroméxico Connect                                         |
| Los Ángeles (California)                                   | Aeropuerto Internacional de Los Ángeles         | Aeroméxico / Alaska Airlines / United Express (Estacional) |
| Dallas (Texas)                                             | Aeropuerto Internacional de Dallas-Fort Worth   | American Eagle (Estacional)                                |
| Phoenix (Arizona)                                          | Aeropuerto Internacional de Phoenix-Sky Harbor  | American Eagle (Estacional)                                |
| Houston (Texas)                                            | Aeropuerto Intercontinental George Bush         | United Express                                             |
| Canadá (3 destinos [estacionales], 2 aerolíneas)           |                                                 |                                                            |
| Calgary                                                    | Aeropuerto Internacional de Calgary             | WestJet (Estacional)                                       |
| Montreal                                                   | Aeropuerto Internacional Pierre Elliott Trudeau | Sunwing Airlines (Estacional)                              |
| Toronto                                                    | Aeropuerto Internacional Toronto Pearson        | Sunwing Airlines (Estacional)                              |
| Total: 8 destinos (5 estacionales), 2 países, 7 aerolíneas |                                                 |                                                            |

## Estadísticas

### Tráfico anual
| Año  | Pasajeros Totales | cambio en % |
| 2006 | 222,094           |             |
| 2007 | 237,758           | 7.05%       |
| 2008 | 207,623           | 12.67%      |
| 2009 | 168,449           | 18.86%      |
| 2010 | 150,666           | 10.55%      |
| 2011 | 141,431           | 6.13%       |
| 2012 | 130,259           | 7.90%       |
| 2013 | 168,613           | 29.44%      |
| 2014 | 196,084           | 16.29%      |
| 2015 | 169,485           | 13.56%      |
| 2016 | 174,394           | 2.90%       |
| 2017 | 176,263           | 1.07%       |
| 2018 | 166,053           | 5.79%       |
| 2019 | 169,064           | 1.81%       |
| 2020 | 79,798            | 52.80%      |
| 2021 | 126,175           | 58.12%      |
| 2022 | 158,133           | 25.33%      |
| 2023 | 172,212           | 8.90%       |
| 2024 | 216,515           | 25.73%      |
| ---- | ----------------- | ----------- |

### Rutas más transitadas
| Número | Ciudad                  | Pasajeros | Ranking     | Aerolínea                                   |
| ------ | ----------------------- | --------- | ----------- | ------------------------------------------- |
| 1      | Ciudad de México        | 65,987    | Sin cambios | Aeroméxico, Aeroméxico Connect              |
| 2      | Los Ángeles, California | 21,374    | Sin cambios | Aeroméxico, Alaska Airlines, United Express |
| 3      | Calgary, Alberta        | 8,778     | Sin cambios | WestJet                                     |
| 4      | Dallas, Texas           | 2,410     | Sin cambios | American Eagle                              |
| 5      | Phoenix, Arizona        | 1,945     | Sin cambios | American Eagle                              |
| 6      | Houston, Texas          | 1,762     | Sin cambios | United Express                              |
| 7      | Atlanta, Georgia        | 249       |             | Aeroméxico Connect                          |

## Instalaciones

### Servicio de alimentos y bebidas
Hay una pequeña tienda antes de pasar por seguridad para comprar bocadillos, bebidas y pequeños artículos de regalo. También hay máquinas expendedoras de bebidas y aperitivos antes y después de la seguridad.
La tienda por delante de seguridad y las máquinas expendedoras después de seguridad tienen cerveza disponible.
El restaurante está actualmente cerrado (durante los últimos dos años).

### Servicio de alquiler de autos
Hay cuatro puestos de alquiler de autos justo cuando sales de aduanas e inmigración: Alamo, Budget, Sixt y Thrifty. Los autos se encuentran en el sitio.
- Veico Car Rental

## Aeropuertos cercanos
Los aeropuertos más cercanos son:
- Aeropuerto Nacional Licenciado Miguel de la Madrid (104km)
- Aeropuerto Internacional de Puerto Vallarta (186km)
- Aeropuerto Internacional de Guadalajara (201km)
- Aeropuerto Internacional Amado Nervo (254km)
- Aeropuerto Internacional de Uruapan (265km)